# Сент-Вінсент-Колледж (Пенсільванія)
Сент-Вінсент-Колледж (англ. St. Vincent College) — переписна місцевість (CDP) в США, в окрузі Вестморленд штату Пенсільванія. Населення — 1036 осіб (2020).

## Географія
Сент-Вінсент-Колледж розташований за координатами 40°17′29″ пн. ш. 79°24′20″ зх. д. / 40.29139° пн. ш. 79.40556° зх. д. (40.291313, -79.405461).  За даними Бюро перепису населення США в 2010 році переписна місцевість мала площу 1,30 км², уся площа — суходіл.

## Демографія
Згідно з переписом 2010 року, у переписній місцевості мешкало 1357 осіб у 0 домогосподарствах у складі 0 родин. Густота населення становила 1040 осіб/км².  Було 0 помешкань (0/км²).
Расовий склад населення:
| - 90,9 % — білих - 5,4 % — чорних або афроамериканців - 1,0 % — азіатів |

До двох чи більше рас належало 2,2 %. Частка іспаномовних становила 3,0 % від усіх жителів.
За віковим діапазоном населення розподілялося таким чином: 0,1 % — особи молодші 18 років, 97,0 % — особи у віці 18—64 років, 2,9 % — особи у віці 65 років та старші. Медіана віку мешканця становила 20,5 року. На 100 осіб жіночої статі у переписній місцевості припадало 146,3 чоловіків;  на 100 жінок у віці від 18 років та старших — 146,4 чоловіків також старших 18 років.
Цивільне працевлаштоване населення становило 512 осіб. Основні галузі зайнятості: освіта, охорона здоров'я та соціальна допомога — 47,9 %, мистецтво, розваги та відпочинок — 27,1 %, роздрібна торгівля — 12,9 %, сільське господарство, лісництво, риболовля — 2,5 %.